# Дуга Хотэя

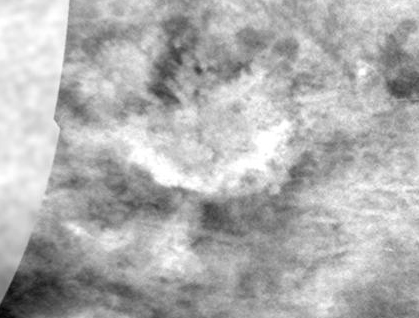
Дуга Хотэя

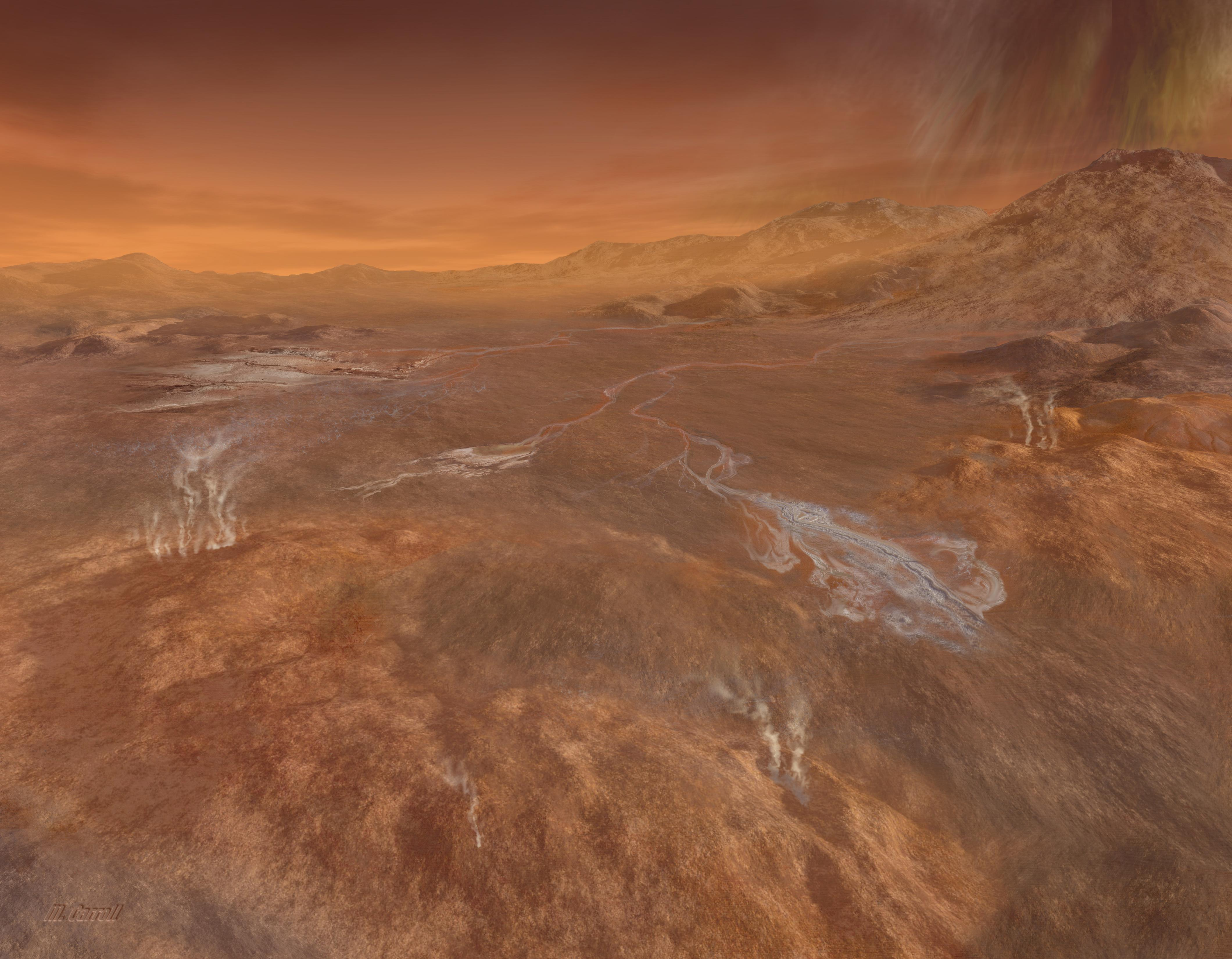
Метановые дожди над дугой Хотэя (в представлении художника). Видны каналы с жидкостью, которые берут начало в горах; на переднем плане можно видеть слякотную ледяную лаву

Дуга Хотэя (лат. Hotei Arcus) — местность на спутнике Сатурна — Титане, имеющая дугообразную форму и высокое альбедо.

## География и геология
Размер дуги оценивается в 600 км. Координаты — 28° ю. ш. 79° з. д. / 28° ю. ш. 79° з. д.. Дуга находится в области с аналогичным названием — область Хотэя, расположена на юго-востоке светлой местности Ксанаду. По состоянию на апрель 2015 года является единственной на Титане и единственной известной идентифицированной структурой во всей астрономической планетологии. Была обнаружена на переданных снимках космического аппарата «Кассини».
Радиолокационные данные от «Кассини» показывают, что дуга Хотэя является своеобразной границей между скалистыми горами на юге и востоке и широкой долиной. Из гор берут свои начала несколько ярких каналов, которые сейчас могут являться сухими руслами рек, которые когда-то были прорезаны жидким метаном посредству метановых дождей на спутнике. В пределах долины каналы заканчиваются около бесформенных потоков, толщина которых составляет приблизительно от 100 до 200 метров, которые, как полагают некоторые учёные, могут быть слякотной ледяной лавой из криовулканов. Вполне возможно, что такие процессы способны освободить метан из-под поверхности, тем самым помогая объяснить, как атмосфера Титана поддерживает наличие и пополнение метана в ней.
Некоторые исследования учёных показывают, что дуга Хотэя является местом активных извержений ледяных вулканов. Если эти данные подтвердятся, то дуга Хотэя станет первым местом Титана, где были зафиксированы активные извержения криовулканов, которые должны происходить на этом спутнике. Возможно именно по вине таких извержений меняется яркость некоторых областей дуги Хотэя.

## Эпоним
Названа именем японского бога (Хотэй). Название было утверждено Международным астрономическим союзом в 2006 году.